# 千疊敷站 (青森縣)
千叠敷站（日语：／ Senjōjiki eki */?）位于青森县西津轻郡深浦町大字北金泽字榊原，是东日本旅客铁道（JR東日本）管辖的五能线上的鐵路車站。
车站位于著名景点千叠敷附近。临时快速Resort白神2号、5号停车站（季节性），乘客可以下车在千叠敷附近游玩，发车前列车会鸣笛示意乘客回到车厢中。

## 车站结构

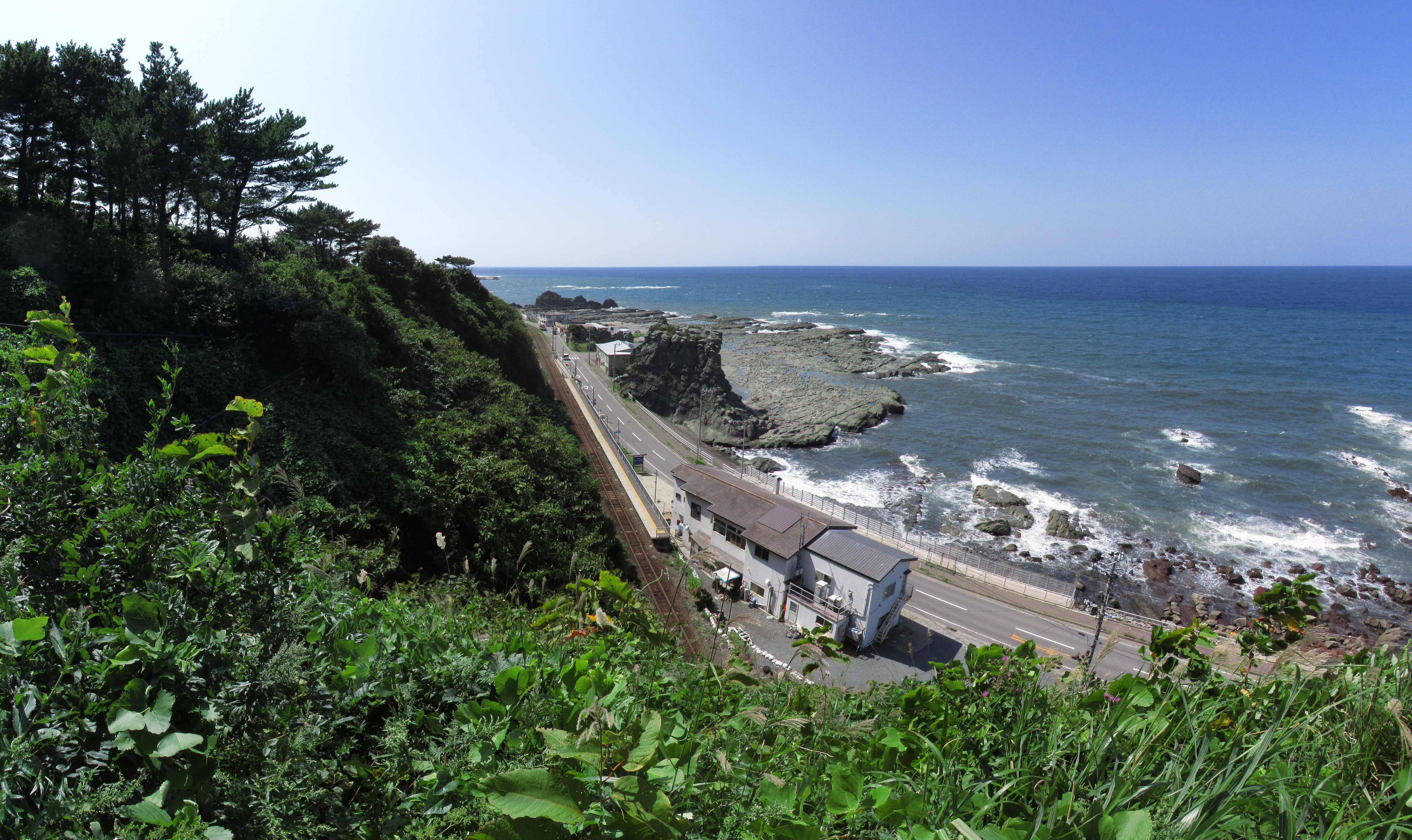
从通往灯塔的平台向下看(2017年8月)

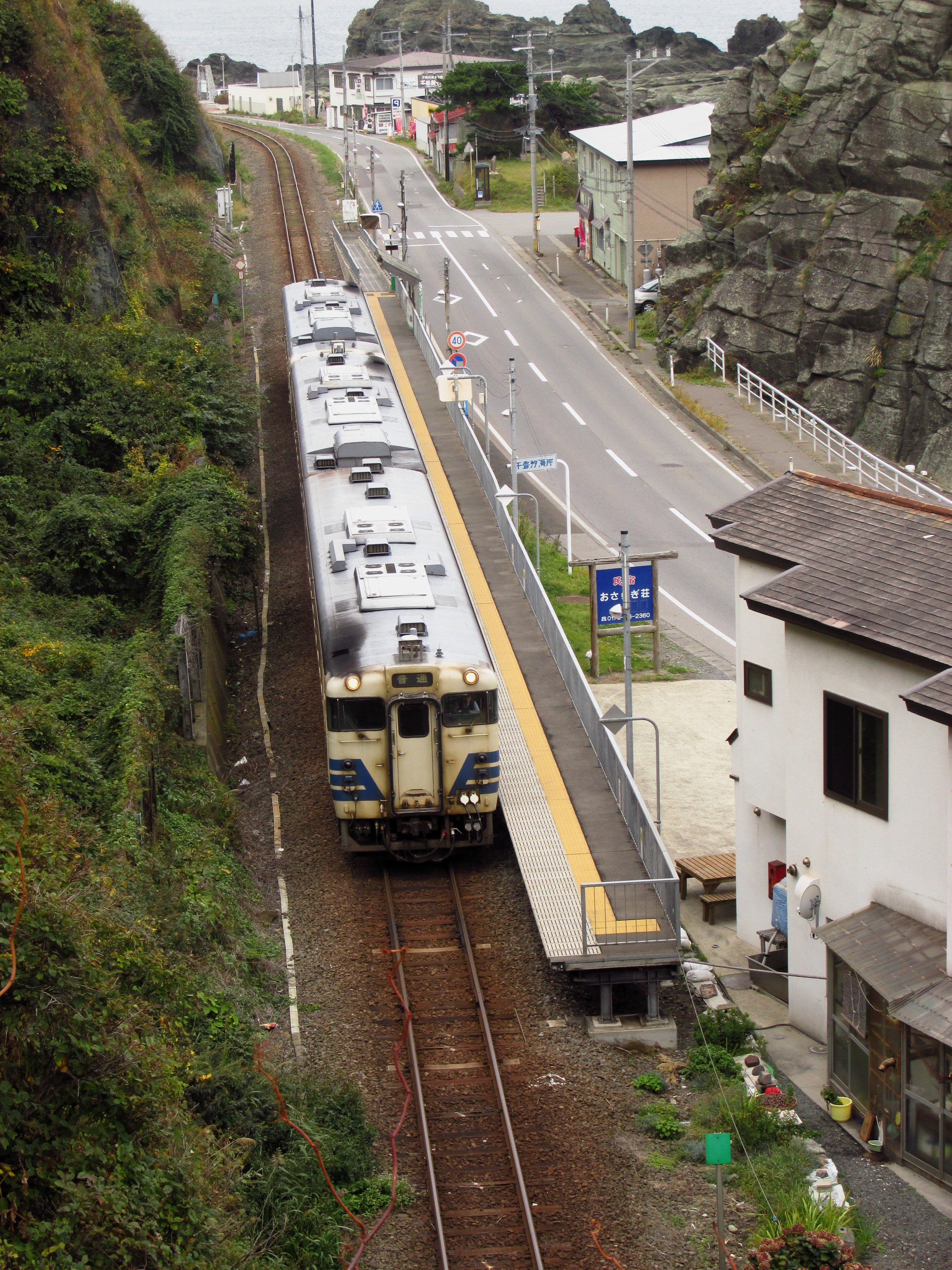
从游客步道看去，车站与发车后的列车（2017年10月）

侧式站台1台1线的地上车站。五所川原站管理的无人车站。
站台上有简易候车小屋。

## 相邻车站
東日本旅客铁道
■五能线
- 临时快速Resort白神部分列车停车站（季节停車）

□快速
深浦 ← 千叠敷 ← 北金泽
■普通
大户濑－千叠敷－北金泽